# Natriumnitriet
Natriumnitriet is het natriumzout van salpeterigzuur, met als brutoformule NaNO2. Het is een kleurloze tot witte of gele kristallijne en hygroscopische vaste stof. Het is een toegelaten conserveermiddel in vele voedingsmiddelen: het E-nummer ervan is E250.
De stof is opgenomen in de lijst van essentiële geneesmiddelen van de WHO.

## Synthese
Natriumnitriet kan bereid worden door de reductie van natriumnitraat. Vroeger werd daarvoor lood gebruikt:
{\displaystyle \mathrm {NaNO_{3}\ +\ Pb\ \longrightarrow \ NaNO_{2}\ +\ PbO} }
Een andere methode gaat uit van een waterige oplossing van natriumcarbonaat, waardoor een gasmengsel van stikstofmonoxide en zuurstof wordt geleid:
{\displaystyle \mathrm {2\ Na_{2}CO_{3}\ +\ 4\ NO\ +\ O_{2}\ \longrightarrow \ 4\ NaNO_{2}\ +\ 2\ CO_{2}} }

## Toepassingen
Als conserveermiddel mag natriumnitriet alleen gebruikt worden in combinatie met natriumchloride. Het wordt gebruikt voor de bewaring van vlees, vis en kaas. De toegestane gehalten lopen tot 100 of 150 mg/kg. Het remt de groei van de bacterie Clostridium botulinum, die botulisme veroorzaakt. Het bewaart ook de smaak en kleur van vlees of vis.
In de chemische industrie wordt natriumnitriet gebruikt om amines om te zetten in diazoniumzouten, waarmee kleurstoffen en andere chemicaliën bereid worden. In de geneeskunde is natriumnitriet een tegengif bij cyanidevergiftiging.
Natriumnitriet wordt verder onder meer ook gebruikt in de metaalbewerking voor het reinigen van metaaloppervlakken, als corrosie-inhibitor en als elektrolyt bij het elektrolytisch slijpen of polijsten van metalen onderdelen. Daarbij wordt een elektrische potentiaal aangelegd tussen het slijpwiel en het metalen onderdeel, en het afgeslepen materiaal wordt in het daartussen stromend elektrolyt opgenomen en afgevoerd.
In het laboratorium wordt het gebruikt om een overmaat aziden (zoals natriumazide) te vernietigen:
{\displaystyle \mathrm {2\ NaN_{3}\ +\ 2\ NaNO_{2}\ +\ 2\ H^{+}\ \longrightarrow \ 3\ N_{2}\ +\ 2\ NO\ +\ 2\ Na^{+}\ +\ 2\ H_{2}O} }

## Toxicologie en veiligheid
Natriumnitriet is een sterke oxidator en brandbevorderende stof, die heftig reageert met brandbare of reducerende stoffen. Daarbij kan brand of explosie optreden.
De stof werkt irriterend op de ogen, huid en luchtwegen. In hoge doses is de stof toxisch en mogelijk zelfs dodelijk voor de mens. Ze kan inwerken op de bloedvaten waardoor het de bloeddruk verlaagt. Herhaalde blootstelling kan leiden tot vorming van methemoglobine.
Natriumnitriet (vaak aangeduid met E250) wordt vooral toegevoegd aan bewerkt vlees zoals salami, knakworstjes, gehakt, hamburgers, diepgevroren pizza's. E250 mag gebruikt worden indien vergezeld van een sterke antioxidant om het schadelijke effect gedeeltelijk te compenseren, zoals vitamine C bij vleeswaren.